# Hydriomena fasciata
Hydriomena fasciata är en fjärilsart som beskrevs av Nitsche 1933. Hydriomena fasciata ingår i släktet Hydriomena och familjen mätare. Inga underarter finns listade i Catalogue of Life.